# Dasyscirtus
Dasyscirtus är ett släkte av insekter. Dasyscirtus ingår i familjen gräshoppor.
Kladogram enligt Catalogue of Life:
| Dasyscirtus | \| \| Dasyscirtus hirsutus \| \| \| \| \| \| Dasyscirtus olivaceus \| \| \| \| |
|             | \| \| Dasyscirtus hirsutus \| \| \| \| \| \| Dasyscirtus olivaceus \| \| \| \| |
|             | Dasyscirtus hirsutus                                                           |
|             |                                                                                |
|             | Dasyscirtus olivaceus                                                          |
|             |                                                                                |